# Hakkâri (Provinz)
Hakkâri (kurdisch Colemêrg, syrisch ܐܰܟ݁ܳܪܳܐ Akkare) ist eine der 81 türkischen Provinzen. Sie liegt im gebirgigen südöstlichsten Teil der Türkei und grenzt im Osten an Iran und im Süden an den Irak. In ihrem Norden liegt die Provinz Van und im Westen die Provinz Şırnak. Hauptstadt ist das gleichnamige Hakkâri.

## Geographie
Die Provinz Hakkâri ist ein sehr gebirgiges Gebiet und liegt über 1700 m hoch. Es gibt mindestens 30 Berge, die höher als 3000 m sind. Der höchste ist der 4116 m hohe Cilo Dağı (Reşko), gefolgt von den Gipfeln Mordağ (3810 m), Sandil (3818 m) und Geveruki (3680 m). Hakkâri besteht zu zehn Prozent aus Plateaus. Bekanntere unter ihnen sind Kandil, Shandil, Berçelan, Kanimehan und Vare Berkizan.
Die Provinz gehört mit 13 weiteren Provinzen zur Region Ostanatolien (türkisch Doğu Anadolu Bölgesi). Sie belegt etwa 4,8 % der Fläche und 4,63 % der Bevölkerung. Damit belegt Hakkâri hintere Plätze beim Ranking: Platz 11 bzw. 12 bei der Fläche (verschiedene, veraltete Quellen) und Platz 10 in der Bevölkerungsliste. Die Bevölkerungsdichte liegt mit etwa 39 Einwohnern je km² knapp unterhalb des Provinzdurchschnitts.

### Namensgebung
Hakkâri war der Name eines kurdischen Stammes, der in der Nähe des Vansees lebte. Arabische Historiker und Geographen nannten die Region Hakkāriyya. Der syrisch-aramäische Name für Hakkâri ist Akkare und bedeutet Landwirt. In dem sogenannten Geniza-Dokument aus dem frühen 12. Jahrhundert wird der Name in der heutigen Form bereits erwähnt. Verwaltungszentrum und Sitz der Hakkâri-Fürsten war Çölemerik. Die Armenier nennen diese Stadt Ilmar, die Assyrer Gülarmak und die Mamluken, die auch hier herrschten, Colamerg. Die Kurden nennen es Colemerg und auf Türkisch heißt es Çölemerik. Heute heißen Stadt und Provinz Hakkâri.

### Verwaltungsgliederung
Die Provinz gliedert sich in 5 Landkreise (İlçe):
- Hakkâri (kurdisch Colemêrg)
- Çukurca (kurdisch Çelê)
- Şemdinli (kurdisch Şemzînan)
- Yüksekova (kurdisch Gewer)
- Derecik (kurdisch Rubaruk)

| Kreis- code 1      | Landkreis          | Fläche 2 (km²) | Bevölkerung (2020) 3 | Bevölkerung (2020) 3       | Anzahl der Einheiten   | Anzahl der Einheiten     | Anzahl der Einheiten | Dichte (Ew./km²) | städt. Anteil (in %) | Sex Ratio 4 | Grün- dungs- datum 5, 6 |
| Kreis- code 1      | Landkreis          | Fläche 2 (km²) | Landkreis (İlçe)     | Verwal- tungssitz (Merkez) | Gemein- den (Belediye) | Stadt- viertel (Mahalle) | Dörfer (Köy)         | Dichte (Ew./km²) | städt. Anteil (in %) | Sex Ratio 4 | Grün- dungs- datum 5, 6 |
| ------------------ | ------------------ | -------------- | -------------------- | -------------------------- | ---------------------- | ------------------------ | -------------------- | ---------------- | -------------------- | ----------- | ----------------------- |
| 1261               | Çukurca            | 725            | 16.137               | 8.864                      | 1                      | 3                        | 8                    | 22,3             | 54,93                | 524         | 1953                    |
| 2107               | Derecik            | 437            | 22.988               | 12.425                     | 1                      | 9                        | 4                    | 52,6             | 45,95                | 892         | 2018                    |
| 1377               | Hakkâri Merkez     | 2.179          | 78.516               | 59.465                     | 2                      | 22                       | 36                   | 36,0             | 75,74                | 896         |                         |
| 1656               | Şemdinli           | 1.207          | 43.311               | 15.504                     | 1                      | 5                        | 18                   | 35,9             | 35,80                | 883         | 1936                    |
| 1737               | Yüksekova          | 2.547          | 119.562              | 71.705                     | 3                      | 17                       | 59                   | 46,9             | 59,97                | 934         |                         |
| Provinz 30 HAKKÂRİ | Provinz 30 HAKKÂRİ | 7.095          | 280.514              |                            | 8                      | 56                       | 125                  | 39,5             | 59,21                | 883         |                         |

## Gemeinden, Mahalle, Dörfer
Nachfolgende Einwohnerzahlen basieren auf der Bevölkerungsfortschreibung vom 31. Dezember 2020.

### Gemeinden
Neben den Kreisstädten existieren noch drei weitere Gemeinden (Belediye):
- Büyükçiftlik (Kreis Yüksekova, 3.452 Einwohner),
- Esendere (Kreis Yüksekova, 3.340),
- Durankaya (zentraler Landkreis, 2.891).

### Mahalle
Die Provinzhauptstadt Hakkâri (15 Mahalle mit durchschnittlich 3.964 Einwohnern) und die größte Stadt Yüksekova (10 Mahalle mit durchschnittlich 7.171 Einwohnern) haben die meisten Mahalle. Im Durchschnitt ist jede Mahalla der Provinz von 3.139 Einwohnern bewohnt, die meisten Menschen leben in diesen drei Mahalle:
- Yeni Mah (15.473 Einwohner),
- Güngör Mah (11.852),
- Cumhuriyet Mah. (10.816).

Sie gehören alle zur Stadt Yüksekova. Die kleinste Mahalla hat 166 Einwohner.

### Dörfer
Es gibt in der Provinz 125 Dörfer (Köy) mit einer Durchschnittsbevölkerung von 838 Bewohnern je Dorf. Die meisten Bewohner je Dorf gibt es im Kreis Derecik (3.106), die wenigsten im zentralen Kreis Hakkâri (449). Kein Dorf hat über 5.000 Einwohner, Altınsu im Kreis Şemdinli ist mit 4.828 Einwohnern das größte Dorf. Wie schon 2018 und 2019 ist Bulancak aus dem zentralen Kreis das kleinste Dorf der Provinz (8 Einwohner).

## Bevölkerung
Die Bevölkerungsmehrheit stellen die Kurden. Die vier Dörfer Beyyurdu, Boğazköy, Uğuraçan und Yaylapınar werden ausschließlich von Türken bewohnt und liegen alle im Landkreis Şemdinli. Von den einst zehntausenden syrischen Christen (auch Aramäer/Assyrer genannt) leben heute nur noch einige Personen in der Provinz Hakkâri wie im Dorf Konak.

### Ergebnisse der Bevölkerungsfortschreibung
Nachfolgende Tabelle zeigt die jährliche Bevölkerungsentwicklung am Jahresende nach der Fortschreibung durch das 2007 eingeführte adressierbare Einwohnerregister (ADNKS). Zusätzlich sind die Bevölkerungswachstumsrate und das Geschlechterverhältnis (Sex Ratio d. h. Anzahl der Frauen pro 1000 Männer) aufgeführt. Der Zensus von 2011 ermittelte 271.405 Einwohner, das sind knapp 35.000 Einwohner mehr als zum Zensus 2000.

| Jahr | Bevölkerung am Jahresende | Bevölkerung am Jahresende | Bevölkerung am Jahresende | Wachstums- rate der Be- völkerung (in %) | Geschlechter verhältnis (Frauen auf 1000 Männer) | Rang (unter den 81 Provinzen) |
| Jahr | gesamt                    | männlich                  | weiblich                  | Wachstums- rate der Be- völkerung (in %) | Geschlechter verhältnis (Frauen auf 1000 Männer) | Rang (unter den 81 Provinzen) |
| ---- | ------------------------- | ------------------------- | ------------------------- | ---------------------------------------- | ------------------------------------------------ | ----------------------------- |
| 2020 | 280.514                   | 148.967                   | 131.547                   | −0,17                                    | 883                                              | 63                            |
| 2019 | 280.991                   | 151.143                   | 129.848                   | −1,91                                    | 859                                              | 63                            |
| 2018 | 286.470                   | 157.107                   | 129.363                   | 3,88                                     | 823                                              | 63                            |
| 2017 | 275.761                   | 148.490                   | 127.271                   | 2,97                                     | 857                                              | 63                            |
| 2016 | 267.813                   | 142.486                   | 125.327                   | −3,93                                    | 880                                              | 64                            |
| 2015 | 278.775                   | 151.013                   | 127.762                   | 0,90                                     | 846                                              | 62                            |
| 2014 | 276.287                   | 148.538                   | 127.749                   | 1,19                                     | 860                                              | 62                            |
| 2013 | 273.041                   | 146.155                   | 126.886                   | −2,48                                    | 868                                              | 63                            |
| 2012 | 279.982                   | 154.526                   | 125.456                   | 2,87                                     | 812                                              | 62                            |
| 2011 | 272.165                   | 147.567                   | 124.598                   | 8,30                                     | 844                                              | 63                            |
| 2010 | 251.302                   | 128.988                   | 122.314                   | −2,13                                    | 948                                              | 65                            |
| 2009 | 256.761                   | 135.884                   | 120.877                   | −0,71                                    | 890                                              | 63                            |
| 2008 | 258.590                   | 138.494                   | 120.096                   | 4,92                                     | 867                                              | 63                            |
| 2007 | 246.469                   | 128.904                   | 117.565                   | –                                        | 912                                              | 65                            |
| 2000 | 236.581                   | 130.682                   | 105.899                   |                                          | 810                                              |                               |

### Volkszählungsergebnisse
Nachfolgende Tabellen geben den bei den 14 Volkszählungen dokumentierten Einwohnerstand der Provinz Hakkâri wieder.
 Die Werte der linken Tabelle sind E-Books (der Originaldokumente) entnommen, die Werte der rechten Tabelle entstammen der Datenabfrage des Türkischen Statistikinstituts TÜIK – abrufbar über diese Webseite:
| Jahr | Bevölkerung | Bevölkerung | Rang |
| Jahr | Provinz     | Türkei      | Rang |
| ---- | ----------- | ----------- | ---- |
| 1927 | 24.980      | 13.648.270  | 63   |
| 1935 | –           | 16.158.018  | –    |
| 1940 | 36.446      | 17.820.950  | 63   |
| 1945 | 35.124      | 18.790.174  | 63   |
| 1950 | 44.207      | 20.947.188  | 63   |
| 1955 | 54.824      | 24.064.763  | 67   |
| 1960 | 67.766      | 27.754.820  | 67   |

| Jahr | Bevölkerung | Bevölkerung | Rang |
| Jahr | Provinz     | Türkei      | Rang |
| ---- | ----------- | ----------- | ---- |
| 1965 | 83.937      | 31.391.421  | 67   |
| 1970 | 102.312     | 35.605.176  | 67   |
| 1975 | 126.036     | 40.347.719  | 67   |
| 1980 | 155.463     | 44.736.957  | 66   |
| 1985 | 182.645     | 50.664.458  | 65   |
| 1990 | 172.479     | 56.473.035  | 70   |
| 2000 | 236.581     | 67.803.927  | 69   |

Anzahl der Provinzen bezogen auf die Censusjahre:
- 1927, 1940 bis 1950: 63 Provinzen
- 1935: 57 Provinzen
- 1955: 67 Provinzen
- 1960 bis 1985: 73 Provinzen
- 1990: 73 Provinzen
- 2000: 81 Provinzen

## Geschichte

### Altertum
Hakkâri ist seit alters her von Menschen besiedelt. Es gibt prähistorische Felszeichnungen, deren Datierung und Zuordnung nicht klar ist.
Von den Assyrern stammen die ersten Berichte über diese Region. Sie berichteten von unabhängigen Fürstentümern Hubuškia und Mazamua (900–700 v. Chr.). Zwei dieser Fürsten oder Könige hießen Hubuşki Kaki(a) und Data(na). Der Ursprung dieser Namen ist hurritisch. Manchmal tauchten diese Namen im Zusammenhang mit den Nairi auf. Aus den Quellen wird deutlich, dass die Fürstentümer aus Stammeskonföderationen bestanden. Diese Lebensart hat sich bei den Einwohnern Hakkâris bis zur Gegenwart erhalten. Nach den Einfällen der Assyrer nach Anatolien schlossen sich die Stämme der Nairi zusammen. Als Gegenspieler der Assyrer traten die Urartäer auf den Plan. Das erste urartäische Reich bestand vom 9. Jahrhundert bis zum 6. Jahrhundert v. Chr.

### Mittelalter und Neuzeit
Im Jahre 1515 geriet die Region unter osmanische Oberhoheit. Allerdings bestand die Oberherrschaft des Sultans nur nominell. Es wurde eine Zeit lang als Sandschak des Vilâyet Vans betrachtet. In Wirklichkeit stand es unter der erblichen Herrschaft kurdischer Prinzen, die als Sandschak-Beyi fungierten (Fürstentum Hakkâri). Erst Mitte des 19. Jahrhunderts setzte die Pforte ihre Oberhoheit durch und machte es 1876 zu einem eigenständigen Vilayet. Bereits 1888 wurde es wieder der Provinz Van angegliedert. Bis zum Völkermord an den syrischen Christen (Sayfo) im Ersten Weltkrieg (1914–1918) lebten hier zahlreiche und auch wehrhafte assyrische Stämme, die hier einen Großteil der Zugehörigen der Assyrischen Kirche des Ostens überhaupt bildeten.

## Chronologie

### Vor Christus
- um 850 bis ca. 585: Urartäisches Reich
- 585–550: Teil des Mederreiches
- 550–331: Perserreich
- 331–323: Makedonien
- 88–66: Tigranes II.
- 66: Teil des Römischen Reiches

### Nach Christus
- 297–638: Teil des Sassanidenreiches
- 978: Eroberung durch Araber
- 1054: Eroberung durch Seldschuken
- 1142: Eroberung durch Imaddin Zengi
- 1343: Teil der Qara Qoyunlu
- 1360: Fürstentum von Hakkâri
- 1386: Mongolen
- 1405: 2. Fürstentum von Hakkâri
- 1534: Teil des Osmanischen Reiches
- 1855: Aufstand von Îzzedîn Shêr gegen die Osmanen
- 1914: Besetzung durch russische Streitkräfte während des Ersten Weltkrieges
- 1918: Wird Teil der Türkei
- 1924: Aufstand der Assyrer

## Persönlichkeiten
- Ehmedê Xanî (1651–1707), Schriftsteller und Dichter
- Çelik Gülersoy (1930–2003), Journalist und Rechtsanwalt
- Pervin Buldan (* 1967), Menschenrechtlerin und Politikerin
- Scheich Ubeydallah (1826/1827–1883/1884), kurdischer Scheich und geistlicher Anführer
- Seyyit Abdülkadir (1851–1925), Geistlicher und Politiker
- Yılmaz Erdoğan (* 1967), Regisseur, Schauspieler und Schriftsteller

## Sonstiges
Ferit Edgüs Roman Ein Winter in Hakkari wurde 1983 von Erden Kıral unter dem Titel Eine Saison in Hakkâri verfilmt.